# Thomas Bryant

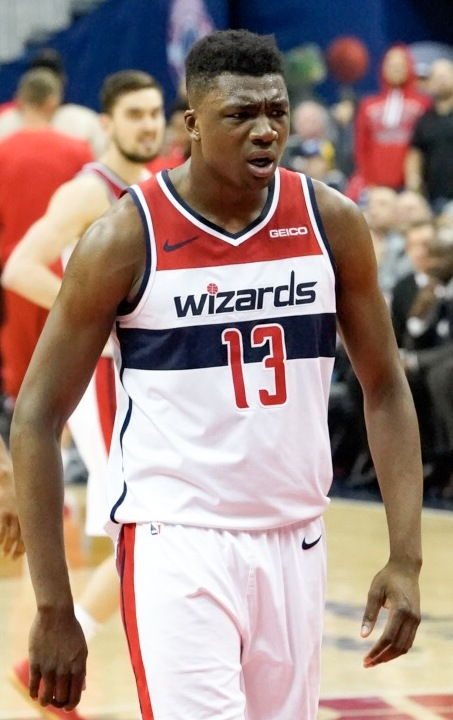
Thomas Bryant, 2019.

Thomas Jermaine Bryant, född 31 juli 1997 i Rochester i New York, är en amerikansk professionell basketspelare (C) som spelar för Indiana Pacers i National Basketball Association (NBA). Han har tidigare spelat för Los Angeles Lakers, Washington Wizards, Denver Nuggets och Miami Heat.
Bryant var med och vinna NBA-mästerskapet, tillsammans med Denver Nuggets, för säsongen 2022–2023.
Han draftades av Utah Jazz i andra rundan i 2017 års draft som 42:a spelare totalt.
Innan Bryant blev proffs studerade han vid Indiana University Bloomington och spelade för universitetets idrottsförening Indiana Hoosiers.